# Kamogawa Sho
Sho Kamogawa (sinh ngày 7 tháng 2 năm 1983) là một cầu thủ bóng đá người Nhật Bản.

## Sự nghiệp câu lạc bộ
Sho Kamogawa đã từng chơi cho Nagoya Grampus Eight.